# Simão Machado
Simão Machado (1570 – 1634) è stato un poeta portoghese.
Allievo di Gil Vicente, fu autore della fortunata commedia Pastora Alfea.